# لوئیزت تکسیه
لوئیزت تکسیه (ارمنی: Լուիզետ Տեկսիե؛ فرانسوی: Louisette Texier‎؛ ۱۸ فوریهٔ ۱۹۱۳ – ۲۰ ژوئیهٔ ۲۰۲۱) راننده خودروی مسابقه‌ای ارمنی‌تبار اهل فرانسه بود.

## زندگی‌نامه
وی با نام اصلی آرپینه هوهانیسیان (ارمنی: Արփինե Հովհաննիսեան) در ۱۸ فوریه ۱۹۱۳ در قونیه به دنیا آمد . وی در ۲۰ ژوئیهٔ ۲۰۲۱ در سن ۱۰۸ سالگی در en:La Romieu درگذشت.